# 大仏と鹿
大仏と鹿（だいぶつとしか Greate Buddha and Deer）は、1998年に奈良県吹奏楽連盟の委嘱で酒井格が作曲した吹奏楽曲。

## 概略
奈良県吹奏楽連盟創立40周年記念のために1998年8月に作曲。翌1999年2月7日に開催された第26回奈良県トップバンドフェスティバルで大阪市音楽団（指揮：木村吉宏）によって初演された。
「大仏と鹿」というタイトルは、酒井の友人と会話している時に生まれたと語っている。
古都奈良を象徴するタイトルだが、古都らしさを連想するメロディーはほとんど音楽には盛り込まれていない。むしろ、「大仏」・「鹿」というテーマから音楽が成り立っており、ミュージカルのような華やかさを持っている曲である。
楽譜はオランダの出版社、De Haskeで出版されている。海外で出版されているにもかかわらず、タイトルが「Daibutsu to Shika」になっている（副題が「Greate Buddha and Deer」）。酒井本人は、「Greate Buddha and Deer」のタイトルで出版を望んでいたが、結果的にはローマ字のタイトルで出版された。なお、「Daibutsu to Shika」というタイトルでは、海外では「ダイブツ・トゥー・シカ」と呼ばれる可能性が高い。De Haskeで出版されている酒井の作品は、ローマ字のタイトルで出版されている楽譜も多い。例として、「Omisoka（おおみそか）」や「Shichi-Go-San（七五三）」が挙げられる。
初演された楽譜とDe Haskeの出版譜では若干の違いがある。これは、海外の演奏スタイルに合わせるためである。

## 曲の構成
8分の3拍子の躍動的な「鹿」のテーマと、4分の4拍子の「大仏」のテーマを組み合わせて曲が進んで行く。大きく分けて、急-緩-急の3部形式だが、同じテンポでも音符の基本単位が変わったり、2種類のリズムが同時進行したりするため、実際には、場面が多様に移り変わるような印象を持つ。
ソロも多く、中間部ではユーフォニアム、クラリネット、オーボエ（ホルンで代用可）、フルート、アルトサックスのソロがある。

## 編成
| 木管 | 木管                 | 金管 | 金管 | 弦・打 | 弦・打                                                        |
| ---- | -------------------- | ---- | ---- | ------ | ------------------------------------------------------------- |
| Fl.  | 2, Picc.             | Tp.  | 3    | Cb.    | ●                                                             |
| Ob.  | 1                    | Hr.  | 4    | Timp.  | ●, Whip                                                       |
| Fg.  | 1                    | Tbn. | 3    | 他     | Xylo., Glock., Tamb., S.D., Cym., Sus.Cym., B.D., Tri., W.B., |
| Cl.  | 3, E♭, Alto, Bass    | Eup. | ●    | 他     | Xylo., Glock., Tamb., S.D., Cym., Sus.Cym., B.D., Tri., W.B., |
| Sax. | Alt. 2 Ten. 1 Bar. 1 | Tub. | ●    | 他     | Xylo., Glock., Tamb., S.D., Cym., Sus.Cym., B.D., Tri., W.B., |